# Mesoleius abbreviatus
Mesoleius abbreviatus är en stekelart som beskrevs av Carl Gustav Alexander Brischke 1871. Mesoleius abbreviatus ingår i släktet Mesoleius och familjen brokparasitsteklar. Inga underarter finns listade i Catalogue of Life.